# Trisomie 16
 Mise en garde médicale
La trisomie 16 est une trisomie caractérisée par la présence d'un chromosome 16 supplémentaire. Il s'agit de la forme la plus courante de trisomie observée en cas d'avortement spontané, et aussi de la forme la plus courante d'atypie chromosomique après le syndrome de Turner (monosomie X), donc la plus répandue pour les autosomes, observée lors des avortements spontanés. 
La trisomie 16 complète amène toujours à la fausse couche, le plus souvent entre la huitième et la quinzième semaines d'aménorrhée, et environ 6 % des fausses couches correspondent à une trisomie 16, pour 1 à 1,5 % des grossesses.
La trisomie 16 par translocation peut être héritée d'une translocation équilibrée acquise par un parent. Elle n'est pas viable non plus.
La trisomie 16 partielle peut être viable et correspondre à des syndromes distincts qui ont souvent des conséquences encore plus sérieuses que celle en mosaïque, comme la duplication distale 16q ou 16p.
La trisomie 16 en mosaïque, qui correspond à la trisomie 16 usuellement décrite, a un degré de sévérité dépendant dans l'ensemble de la part de cellules affectées. Cette forme conduit parfois au décès néonatal si ce n'est à la mortinatalité, mais peut être viable. Le phénotype est très variable. Le handicap mental tend à retarder le développement. La condition physique va d'anomalies mineures avec un développement normal à un développement intermédiaire incluant souvent plusieurs des manifestations suivantes :
- Retard de croissance intra-utérin ;
- Pigmentation cutanée anormale (hyperpigmentation) ;
- Hyperkératose[6] ;
- Asymétrie craniofaciale et/ou corporelle ;
- Cardiopathie congénitale, notamment communication interventriculaire ;
- Anomalies génito-urinaires, surtout chez les garçons (hypospadias, cryptorchidie, parmi les anomalies les plus fréquentes), stérilité (aucun cas concret de transmission autosomique dominante n'est documenté) ;
- Scoliose ;
- Perte auditive.

Les signes additionnels peuvent inclure des malformations du squelette, des bras, et en particulier des clinodactylies, polydactylies ou pieds bots, une agénésie pulmonaire (en) (unilatérale), une sténose souvent unilatérale de l'artère pulmonaire, un retard de développement y compris un retard de croissance staturo-pondérale, une puberté tardive et incomplète, une dysmorphie craniofaciale généralement modérée. L'agénésie du corps calleux est aussi en surrisque. Parmi les anomalies les plus communes figurent la spina bifida et la communication interatriale.
La probabilité augmente avec l'âge maternel. Il n'y a aucun autre facteur identifié.
Le diagnostic prénatal est possible.